# 1 E10 m³
Za lažjo predstavo redov velikosti različnih prostornin je tu seznam prostornin med 10 km³ in 100 km³.
- manjše prostornine
- 10 milijard m³ (kubičnih metrov) je enako ...
  - 10 km³
  - prostornini kocke s stranico dobrih 2,15 km
  - prostornini krogle s polmerom 1,34 km
- 25 km³ -- količina izstreljenega kamna v izbruhu vulkana Krakatav leta 1883
- 42 km³ -- dnevni dotok vode iz Mediteranskega v Črno morje, ko se je prvo okoli leta 5600 pr. n. št. prelilo prek skalnega pragu
- 55 km³ -- količina vode v Bodenskem jezeru
- večje prostornine